# 李元諒
李 元諒（り げんりょう、727年 - 793年）は、唐代の軍人。

## 経歴
もとの姓は安氏で、その祖先は安息の人であった。安塞多の子として生まれた。宦官の駱奉先に養われ、駱元光を名乗った。元光はあごひげが長く美しく、勇敢で計策が多かった。若くして従軍し、宿衛をつとめ、功労を重ねて太子詹事に試用された。同華節度使の李懐譲の上奏により同華節度副使をつとめ、同州の事務を補佐することとなった。
建中4年（783年）、涇原の兵が反乱を起こし、徳宗が奉天に避難すると、朱泚の部将の何望之が軽騎を率いて華州を襲撃し、刺史の董晋は華州を放棄して逃げ去った。何望之は華州城を占拠すると、兵を集めて東道の交通を絶とうとした。元光は潼関から部下を率いて、備えを設けていない小道から何望之を攻めた。元光が華州を落とすと、何望之は逃げ帰った。元光は城壁と堀を修築し、兵器を修理した。兵士を召募すると、数日とせず兵1万人あまりを得た。功により御史中丞を加えられた。朱泚がたびたび兵を派遣して華州を攻めたが、元光はいずれもこれを撃退した。このとき尚可孤が藍田を守り、元光は昭応に駐屯して、互いに連係できる位置にあった。朱泚の反乱軍が渭南を越えて東に向かうことができなかったのには、元光の功績が多大であった。ほどなく元光は華州刺史・兼御史大夫に転じた。潼関防禦・鎮国軍使をつとめ、武康郡王に封じられた。ほどなく検校工部尚書を加えられた。
興元元年（784年）5月、元光は副元帥の李晟とともに長安奪回のため進軍した。兵を滻西に宿営させると、反乱軍が総勢を率いて来攻してきた。元光は兵士の先頭に立って奮戦し、これを撃破した。苑東まで進軍し、李晟とともに奮戦した。苑の垣を壊して入り、反乱軍を連破すると、ついに長安を奪回した。元光は功績を李晟に譲り、長安を出て章敬仏寺に駐屯した。徳宗が長安に帰ると、元光は検校尚書左僕射を加えられた。
李懐光が河中府で反乱を起こし、河津の交通を絶った。元光は副元帥の馬燧や渾瑊とともに李懐光を討った。反乱軍の将の徐庭光が精鋭の兵を率いて長春宮を守っていたため、元光は使者を派遣してかれを招いた。徐庭光はもとより元光を軽んじていたため、元光をあざけりののしった。さらには優胡を城壁の上で戯れさせ、元光の先祖を辱めた。元光は深くこれを恥とした。馬燧が河東の兵を率いて到着すると、徐庭光は馬燧に降った。河中府が平定されると、馬燧は徐庭光をますます厚遇した。元光は徐庭光に軍門で出会うと、側近に命じてこれを斬らせた。馬燧のもとを訪れて這いつくばって罪を請うた。馬燧は激怒し、元光を殺させようとした。しかし元光の功績の高さから思いとどまった。
貞元3年（787年）、吐蕃との平涼の会盟において、渾瑊は無警戒であったが、元光は事態の急変に備えて陣営の壕を深く柵を固くしておいた。はたして吐蕃は伏兵を設けていたので、士大夫たちは朝服のまま捕らえられ、軍士に多くの死者を出した。渾瑊は元光の陣営に逃げ込み、元光は軍を整然と撤退させた。ときに元光の母が死去すると、元光は服喪のため辞職しようとしたが、右金吾衛上将軍の号を加えられ、本官に復帰させられた。徳宗はかれの功労を思って、李氏の姓を賜い、元諒と改名させた。
貞元4年（788年）春、元諒は隴右節度支度営田観察・臨洮軍使の位を加えられ、良原に移鎮した。良原古城は倒壊した建築物が多かったが、元諒は烽燧を整備し、城壁を補修し、防備を固めた。森林を切り開き、茨を焼いて、方数十里の地を美田に変えた。吐蕃の侵入があるたびに、すぐさまこれを撃退した。貞元9年（793年）11月15日、病のため良原で死去した。享年は67。司空の位を追贈された。諡は荘威といった。

## 子女
- 李平（長子、太子右賛善大夫、朝散大夫）[11]
- 李莘（次子、将作監主簿、朝請郎）[11]

## 伝記資料
- 『旧唐書』巻144 列伝第94
- 『新唐書』巻156 列伝第81
- 大唐故尚書左僕射贈司空李公墓誌銘（李元諒墓誌）